# Iranische Männer-Handballnationalmannschaft
Die iranische Männer-Handballnationalmannschaft vertritt Iran bei internationalen Wettbewerben. Sie wird von der Islamic Republic of Iran Handball Federation organisiert.

## Geschichte
Die Nationalmannschaft der Islamischen Republik Iran nahm, nachdem der im Jahr 1975 gegründete Handballverband im Jahr 1978 Mitglied der Internationalen Handballföderation wurde, an den internationalen Wettbewerben in Asien teil und konnte sich zwei Mal für eine Weltmeisterschaft qualifizieren.

## Teilnahme an Meisterschaften

### Weltmeisterschaften
Iran nahm an einer Weltmeisterschaft teil und ist für die kommende qualifiziert.
- Weltmeisterschaft 2015: 21. Platz (von 24 Teams)
- Weltmeisterschaft 2023: 24. Platz (von 32 Teams)

### Asienspiele
Iran nahm auch an den Handballwettbewerben der Asienspiele teil.
- Asienspiele 1986: 5. Platz (von 6 Teams)
- Asienspiele 1988: 4. Platz (von 8 Teams)
- Asienspiele 2006: 3. Platz (von 15 Teams)
- Asienspiele 2010: 5. Platz (von 13 Teams)
- Asienspiele 2014: 4. Platz (von 14 Teams)
- Asienspiele 2018: 5. Platz (von 13 Teams)
- Asienspiele 2022 (2023):

### Asienmeisterschaften
Der iranische Handballverband nahm an 15 Asienmeisterschaften teil, erstmals im Jahr 1989.
- Asienmeisterschaft 1989: 08. Platz (von 9 Teams)
- Asienmeisterschaft 1991: 11. Platz (von 12 Teams)
- Asienmeisterschaft 1993: 09. Platz (von 12 Teams)
- Asienmeisterschaft 2000: 05. Platz (von 5 Teams)
- Asienmeisterschaft 2002: 05. Platz (von 7 Teams)
- Asienmeisterschaft 2004: 07. Platz (von 9 Teams)
- Asienmeisterschaft 2006: 04. Platz (von 9 Teams)
- Asienmeisterschaft 2008: 04. Platz (von 10 Teams)
- Asienmeisterschaft 2010: 07. Platz (von 12 Teams)
- Asienmeisterschaft 2012: 05. Platz (von 10 Teams)
- Asienmeisterschaft 2014: 03. Platz (von 12 Teams), qualifiziert für die Weltmeisterschaft 2015
- Asienmeisterschaft 2016: 05. Platz (von 11 Teams)
- Asienmeisterschaft 2018: 05. Platz (von 14 Teams)
- Asienmeisterschaft 2020: 06. Platz (von 13 Teams)
- Asienmeisterschaft 2022: 04. Platz (von 16 Teams), qualifiziert für die Weltmeisterschaft 2023
- Asienmeisterschaft 2024: 06. Platz (von 16 Teams)

## Spieler
Zu den bekannteren Nationalspielern gehören Pouya Norouzi Nezhad, Sajad Esteki, Moorchegani Iman Jamali und Alireza Mousavi.

## Trainer
Im September 2024 wurde Rafael Guijosa als Trainer verpflichtet, der schon von 2012 bis 2014 das Amt innehatte.
Seine Vorgänger seit 2006 waren Juri Klimow (2006–2008), Juri Kidjajew (2009–2010), Borut Maček (2010), Ivica Rimanić (2011–2012), Rafael Guijosa (2012–2014), Borut Maček (2014–2015), Irfan Smajlagić (2015–2016), Mohsen Taheri (2016), Alireza Habibi (2017), Borut Maček (2017), Zoran Kastratović (2018), Alireza Habibi (2019–2020), Manuel Montoya Fernández (7/2021–3/2022) und Veselin Vujović (3/2022–11/2023). Ab November 2023 war Majid Rahimizadeh Cheftrainer.